# Elektroninfångning

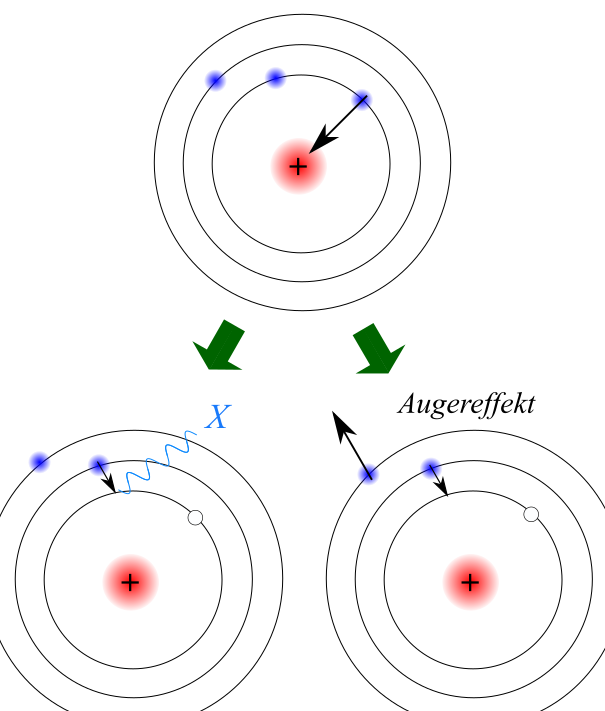
Två typer av elektroninfångning
Topp: Kärnan absorberar en elektron.
Nedre vänster: En yttre elektron ersätter den "felande" elektronen. En röntgenstråle, med samma energiskillnad som mellan de två elektronskalen, avges.
Nedre högra: Augereffekt, den energi som frigörs när den yttre elektronen ersätter den inre elektronen överförs till en yttre elektron. Den yttre elektronen lämnar atomen, vilket ger en positiv jon

Elektroninfångning (K-elektroninfångning, även K-infångning, eller L-elektroninfångning, L-infångning) är en process i vilken en protonrik kärna av en elektriskt neutral atom absorberar en inre liggande elektron, vanligen från K eller L-skalet. Processen ändrar därmed en nukleär proton till en neutron och orsakar samtidigt emission av en elektronneutrino:
{\displaystyle \quad {\mbox{p}}^{+}+{\mbox{e}}^{-}\ \rightarrow {\mbox{n}}+\nu _{e}}
Dotterkärnan, om den är i ett exciterat tillstånd, övergår till sitt grundtillstånd. Vanligen emitteras gammastrålning under denna övergång, men nukleär deexitering kan också ske genom inre omvandling. 
Efter infångning av en inre elektron från atomen ersätter en yttre elektron den elektron som fångades och en eller flera karakteristiska röntgenfotoner emitteras i denna process. Elektroninfångning resulterar ibland även i en augereffekt, en elektron sänds ut från atomens elektronskal på grund av interaktioner mellan atomens elektroner under processen att söka ett lägre elektronenergitillstånd.
Efter elektroninfångning minskas atomnumret med ett, neutronernas antal ökas med ett och det finns ingen förändring i atommassa. Enkla elektroninfångningar resulterar i en neutral atom, eftersom förlusten av elektronen i elektronskalet balanseras av en förlust av positiv kärnladdning. Dock kan en positiv jon bli resultatet av en fortsatt augerverkan.
Elektroninfångning är ett exempel på svag växelverkan; en av de fyra fundamentala krafterna.
Elektroninfångning är det primära sönderfallet för isotoper med ett relativt överflöd av protoner i kärnan, men med otillräcklig energiskillnad mellan isotopen och dess blivande dotterkärna  (isobaren med en mindre positiv laddning) för att kunna sönderfalla genom att sända ut en positron. Elektroninfångning är alltid en alternativ sönderfallsmöjlighet för radioaktiva isotoper som har tillräcklig energi för att sönderfalla genom positronemission. Det kallas ibland inverterat betasönderfall, men denna term kan också syfta på samspelet mellan en antielektronneutrino och en proton.
Om energiskillnaden mellan moderatom och dotteratom är mindre än 1,022 MeV är positronemission förbjuden då inte tillräcklig sönderfallsenergi är tillgänglig för att tillåta denna och därmed är elektroninfångning det enda möjliga sönderfallet. Till exempel kommer rubidium-83 (37 protoner, 46 neutroner) att avklinga till krypton-83 (36 protoner, 47 neutroner) enbart genom elektroninfångning (energiskillnaden, eller sönderfallsenergin, är ungefär 0,9 MeV).
En fri proton kan normalt inte ändras till en fri neutron av denna process; protonen och neutronen måste vara en del av en större kärna.

## Typer av radioaktivt sönderfall
- Alfasönderfall (Alfastrålning)
- Betasönderfall (Betastrålning)
- Neutronemission